# Веселина Петракиева
Веселина Петракиева е българска журналистка и писателка, главен редактор на bTV Новините от 22 януари 2021 г. до 22 февруари 2024 г.

## Биография
Веселина Петракиева е родена на 11 юни 1975 г. в София. Завършва средното си образование в Националния учебен комплекс по култура в Горна баня. Следва журналистика във Факултета по журналистика и масова комуникация на Софийския университет „Св. Климент Охридски“, където се дипломира като радиожурналист. Работи в „Дарик“ от 24 август 1994 г. В периода 2000 – 2001 г. е телевизионен журналист – работи в БНТ и Нова телевизия. От февруари 2008 г. е в новинарската RE:TV. От 2010 г. е част от екипа на BTV новините като продуцент. Тя е четирикратен носител на наградата „Продуцент на годината“ от създаването на годишните награди, връчвани от екипа на нюзрума на bTV.
През 2005 г. е избрана за „Глас на годината“ на Дарик радио. Печелила е редица награди, част от които – „Осмата муза“ в раздела Културни събития, факти и прояви, както и специалната награда за рубрика „Думите“ от предаването „Кой говори“; Награда „Златен чадър“ за най-добро токшоу за рубриката „Думите“.
През януари 2008 г. излиза съвместната книга на Веселина Петракиева и Пролет Велкова – „Думите“.